# Wapen van Oss

Wapen van Oss

Het wapen van Oss is een sprekend wapen, wat wil zeggen dat de beeltenis van het wapen de naam van de gemeente weergeeft. Het wapen is identiek aan het vrijheidswapen van Oss en ook aan het wapen dat het Maasland voerde.

## Geschiedenis
Vermoedelijk vanaf de veertiende eeuw werd er in het Maasland een zegel gebruikt met daarop een beeltenis van een os. Deze beeltenis verwees naar Oss, als belangrijkste plaats in het Maasland. Op de zegel was de os mager afgebeeld en het stond voor een aantal takken. In de vijftiende eeuw is de magere os vervangen voor een dikke os en is tevens wat groter gemaakt. De takken werden vervangen door bloemstengels.
In de 18e eeuw werd de os ook elders in het Maasland gebruikt als wapen. Dit was om de band met Oss, de hoofdstad van het Maasland, te koesteren. In 1792 gebruikte Oss de beeltenis als wapen. Het wapen was toen groen gearceerd.

### Wapen van 1817
Bij de eerste aanvraag van het gemeentewapen waren de kleuren niet gespecificeerd waardoor het wapen dat op 16 juli 1817 werd toegekend, in rijkskleuren was uitgevoerd: goud (geel) op lazuur (blauw). 
De beschrijving luidt: "Van lazuur, beladen met een os, staande onder een boom op een terras, alles van goud"

### Wapen van 1994
Bij de gemeentelijke herindeling van 1994 moest het wapen veranderen. De gemeenten Megen, Haren en Macharen en Berghem werden opgeheven en bij de gemeente Oss gevoegd. Er werd gekozen voor een schildindeling, zoals die ook voorkwam bij het Wapen van Megen. Voor Berghem, dat een wapen voerde met daarop St. Willibrord, werd gekozen voor een mijter. Andere voorstellen voor Berghem waren een roos of een kruis. De roos is ook een symbool voor het Maasland. De historische gravenkroon van het Graafschap Megen werd ook overgenomen. Deze kroon verwijst naar de onafhankelijkheid van het voormalige Graafschap.
De toenmalige burgemeester van Oss stelde ook voor, om aan weerszijden van het schild twee schildhouders toe te voegen. Dit zouden dan twee kromzwaarden of twee vorsten met kromzwaarden moeten zijn. Zijn keuze was ingegeven door archeologische vondsten in het zogenoemde Vorstengraf in Oss. Er konden echter geen historische voorgangers gevonden worden voor twee schildhouders. De twee schildhouders zijn dan ook niet toegevoegd aan het wapen.
De beschrijving luidt: "In sinopel een os van zilver; in een schildhoofd van zilver een half naar rechts gewende mijter van keel, geboord van goud. Het schild gedekt met een gouden kroon van negen parels."

### Wapen van 2003
Na de gemeentelijke herindeling van 2003 werd het wapen aangepast. Men besloot het oude wapen weer te gebruiken, maar ditmaal in de oorspronkelijke kleuren, omdat het gebied van de nieuwe gemeente ongeveer overeenkwam met het Maasland, dat ook dit wapen voerde. De boom en de ondergrond vervielen; uitsluitend de os bleef. Het wapen bleef bij de gemeentelijke herindeling van 2011 ongewijzigd.
De beschrijving luidt: "In sinopel een os van zilver. Het schild gedekt met een gouden kroon van negen parels"

## Voorgaande wapens

Wapen van 1817
Wapen van 1994

## Varia
- Van de NS-locomotieven van de 1800-serie heeft locomotief 1849 het wapen van Oss op de zijkanten staan.